# 大日本帝国憲法第68条
大日本帝国憲法第68条（だいにほん/だいにっぽん ていこくけんぽう だい68じょう）は、第6章にある、継続費に関する規定である。
日本国憲法に規定はないが、1952年の財政法改正により継続費に関する規則が新設された。

## 現代風の表記
特別の必要がある場合には、政府は、予め年限を定め、継続費として帝国議会の協賛を求めることができる。

## 参考資料
国立国会図書館 大日本帝国憲法